# Blaison
Der Blaison ist ein Fluss in Frankreich, der in der Region Pays de la Loire verläuft. Er entspringt im Département Vendée, im Ortsgebiet von L’Herbergement, entwässert generell in nördlicher Richtung, bildet im Mittelteil und Unterlauf permanent die Grenze zum benachbarten Département Loire-Atlantique und mündet nach rund 18 Kilometern an der Gemeindegrenze von Montaigu-Vendée und Remouillé als linker Nebenfluss in die Maine. In ihrem Oberlauf quert der Blaison die Autobahn A83.

## Orte am Fluss
(Reihenfolge in Fließrichtung)
- L’Herbergement
- La Pinière, Gemeinde Montréverd
- La Grivière, Gemeinde Vieillevigne
- La Motte, Gemeinde Montaigu-Vendée
- Le Pâtis, Gemeinde Vieillevigne
- La Morinière, Gemeinde Remouillé
- La Moussetière, Gemeinde Montaigu-Vendée